# Square Saint-Amour
Pour les articles homonymes, voir Saint-Amour.
Le square Saint-Amour est un jardin de la ville de Besançon

## Situation et accès
Il est situé dans le quartier de la Boucle.
Le square est accessible par les lignes de bus du réseau Ginko  L3  L4  L5  L6  10  11  12  26 

## Origine du nom
Le square porte le nom de Charles-François de la Baume, comte de Saint-Amour

## Historique
Ancien terrain vague, le square Saint-Amour est le premier de ce type à être aménagé à Besançon. Son aménagement urbain remonte aux années 1864-1865. L'immeuble situé à l'angle du square et de la rue du général Morand avait appartenu, comme le palais Granvelle à Charles-François de la Baume, comte de Saint-Amour.

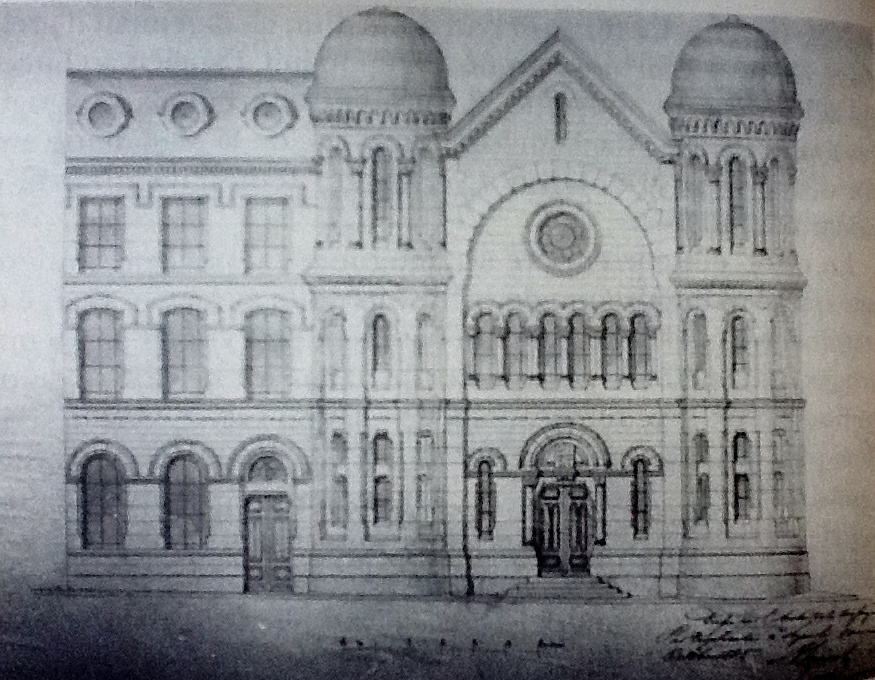
Le projet de synagogue du square Saint-Amour dans les années 1860
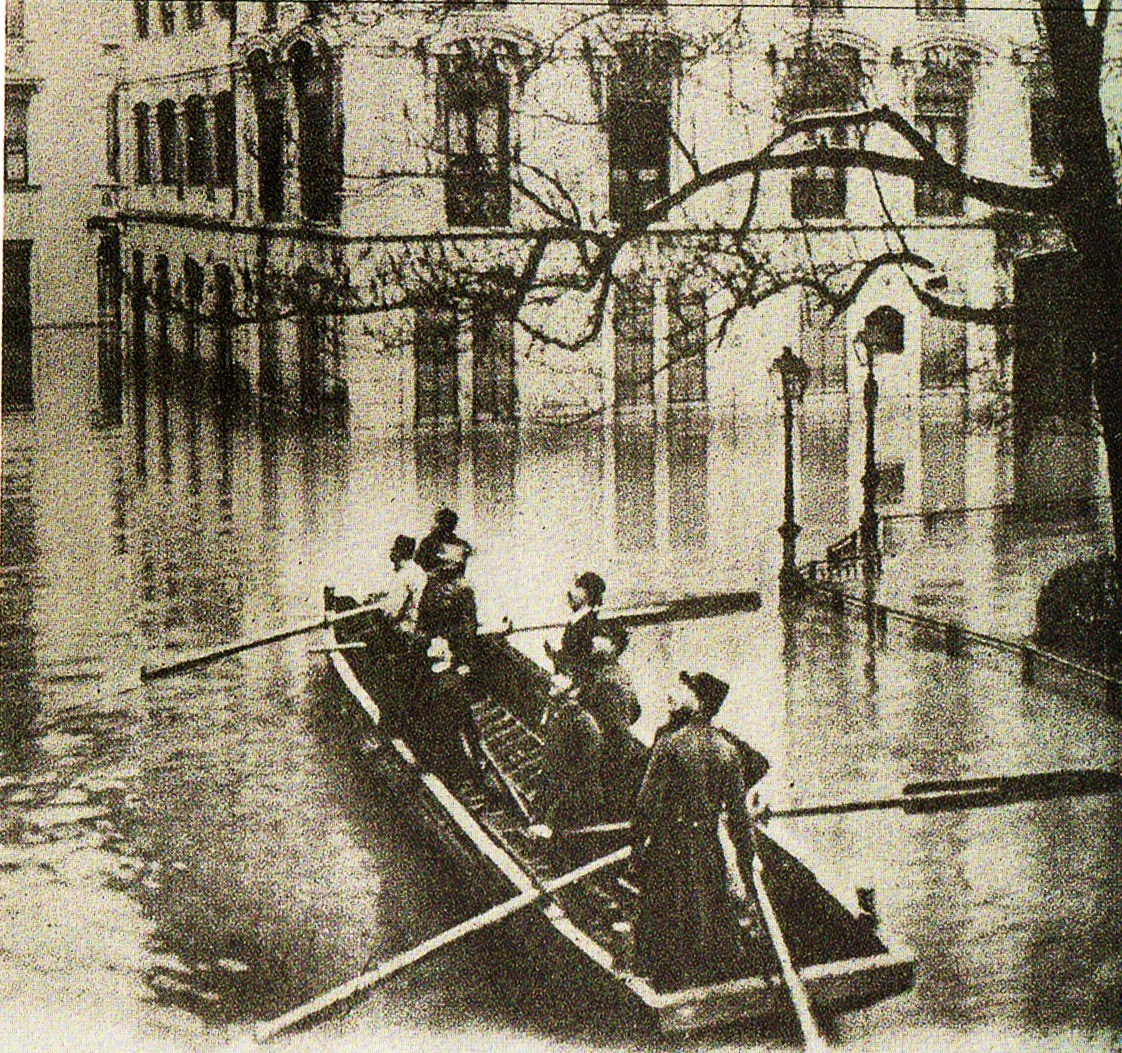
Le square durant la crue du Doubs de 1910 à Besançon

## Bâtiments remarquables et lieux de mémoire

### Architecture
Le square est bordé d'élégants immeubles Second Empire. L'immeuble du n° 7 est l'œuvre de l'architecte Gustave Vieille. L'édifice construit en 1864 était destiné à abriter les activités des frères horlogers Savoye,. De 1923 à 1975, la filiale française de la manufacture horlogère suisse Zenith, s'y installa.

### Fonctions et monuments

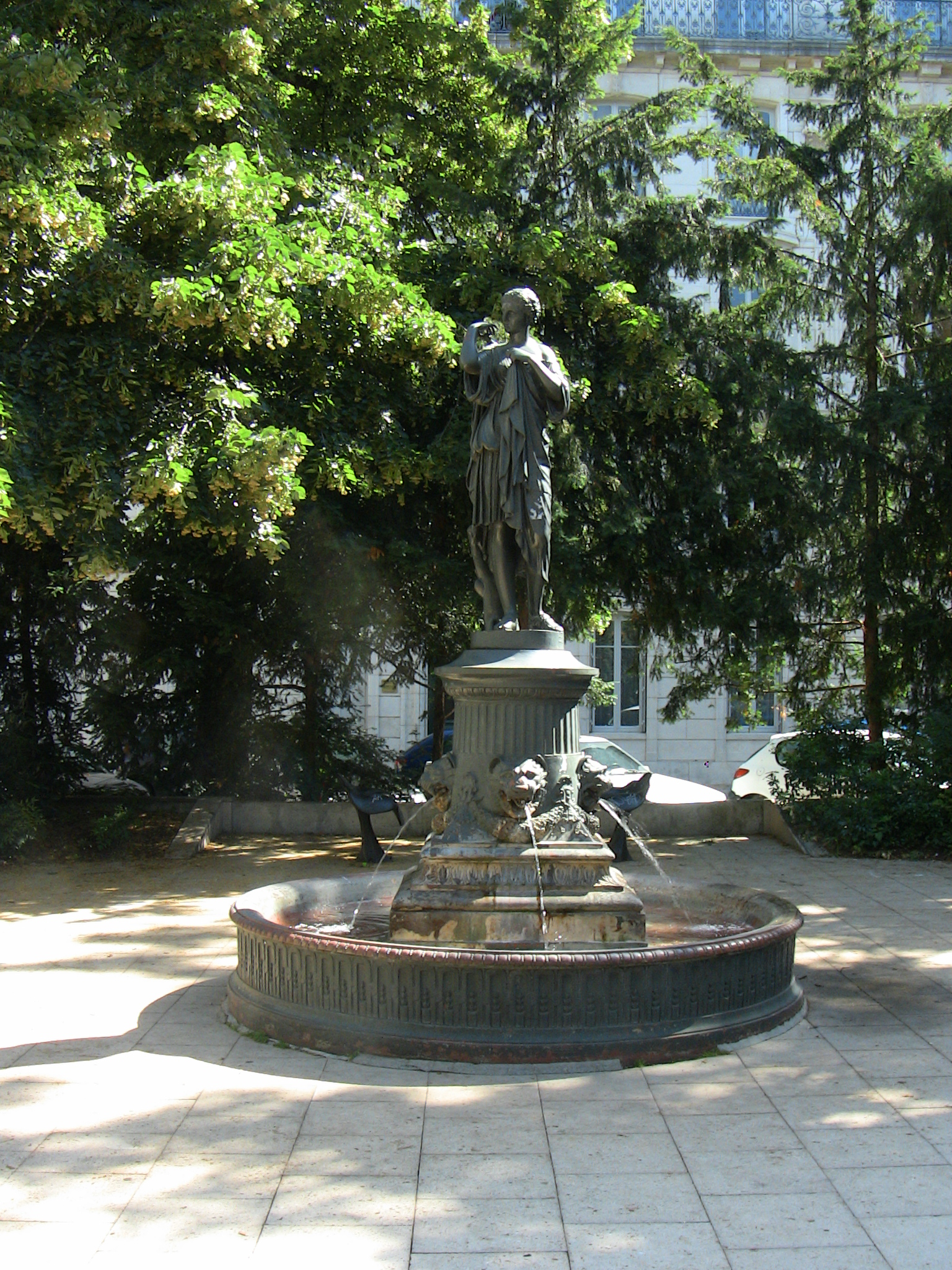
Fontaine de Diane.

Entouré par les rues du Clos Saint-Amour, Leonel de Moustier, Jean-Baptiste-Proudhon et d'Alsace, le square Saint-Amour est un petit espace vert situé au centre d'une place fermée par un rectangle d'immeubles du centre ville et destiné à l’usage des habitants du quartier de la Boucle.
La place rectangulaire, plantée de grands arbres, notamment un Ginkgo biloba ainsi qu'un séquoia, comprend des bancs et des « sièges-pensées », en forme de fleurs, œuvres de Babette Prost, ainsi qu'une statue-fontaine représentant la déesse Diane, réalisée par le fondeur parisien Dugel au XIXe siècle.
Ce square est régulièrement animé par des manifestations, comme par exemple, tous les ans au mois de décembre, un marché solidaire qui s'installe dans le square, à l'occasion de Noël.